# Palazzo Troise
Il palazzo Troise è un edificio monumentale di architettura razionalista ubicato in piazza Matteotti 7 a Napoli.
L'edificio fu realizzato in luogo del cinquecentesco palazzo del principe Medici di Ottaviano (in origine proprietà dei Guevara duchi di Bovino) tra il 1934 e il 1936, su disegno di Alessandro Carnelli e destinato ad uffici e abitazioni.
Nel 1939 fu definito "paracarro" da Mussolini in visita alla città per la sua strana forma, che a suo parere nascondeva la magnificenza del palazzo delle poste. Si tentò allora di demolirlo, ma motivi urbanistici (infatti il suo ruolo era nascondere il dislivello molto accentuato tra la nuova piazza e la sottostante via Monteoliveto) ed economici (per l'operazione occorrevano svariati milioni di lire dell'epoca) determinarono il suo mantenimento.
Fu utilizzato come sede da diverse imprese tra le quali l'Ocren e l'Ansaldo. Oggi al suo interno ospita il consorzio UnicoCampania.
I locali al pianterreno (in particolare quelli sul lato "curvo") furono adoperati sin dagli anni trenta come storica sede dell'UPIM. Dal 2002 i locali furono presi in gestione dalla Trony, per poi diventare sede della catena di negozi ELDO e, infine, un punto vendita OVS.